# أندرو فورسمان
أندرو فورسمان (بالإنجليزية: Andrew Forsman)‏ هو طبال أمريكي، ولد في 2 سبتمبر 1985.

## وصلات خارجية
- أندرو فورسمان على موقع ميوزك برينز (الإنجليزية)
- أندرو فورسمان على موقع ديسكوغز (الإنجليزية)